# Brassia caudata
Brassia caudata es una especie de orquídea epífita originaria de América. 

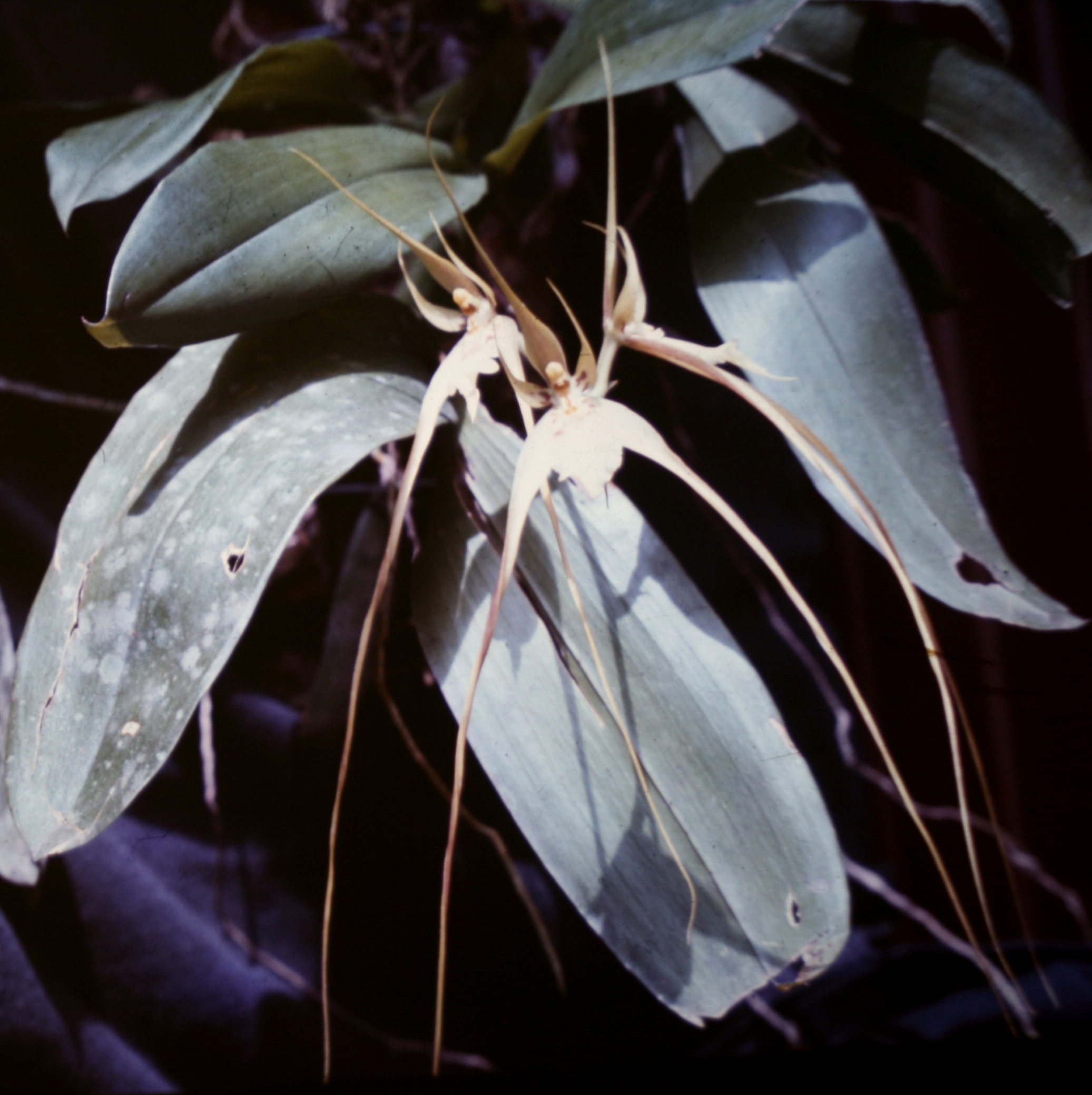
Detalle de la flor

## Características
Es una especie herbácea de tamaño mediano, que prefiere clima caliente cada vez más cálido, epífita con un cilíndrico pseudobulbo, ligeramente comprimido lateralmente subtendido por brácteas foliáceas y 2 hojas oblongo-elípticas, coriáceas, y que florece en una inflorescencia colgante, de 15 a 25 cm de largo, con fragantes flores de larga duración que miden 3.75 cm de anche por 15 cm de lardo y que se producen en la primavera.

## Distribución y hábitat
Se encuentran en Florida, Cuba, República Dominicana, Haití, Jamaica, Trinidad y Tobago, México, Guatemala, Belice, Honduras, Nicaragua, Costa Rica, Panamá, Guayana Francesa, Surinam, Guyana, Venezuela, Colombia, Ecuador, Perú, Bolivia y Brasil en elevaciones de 1200 m s. n. m. en las selvas tropicales en los troncos de los árboles.

## Taxonomía
Brassia caudata fue descrita por (L.) Lindl. en Botanical Register; consisting of coloured . . . 10: t. 832. 1824.
Etimología
El nombre del género Brassia (abreviado Brs.) fue otorgado en honor de William Brass, un ilustrador de botánica del siglo XIX.

caudata: epíteto latino que significa "con cola".
Sinónimos
- Epidendrum caudatum L. (1759) (Basionymum)
- Malaxis caudata (L.) Willd. (1805)
- Oncidium caudatum (L.) Rchb.f. (1863)
- Brassia caudata var. hieroglyptica Rchb.f. (1881)
- Brassia lewisii Rolfe (1893)
- Brassia longissima var. minor Schltr. (1922)[3][4][5]